# Снежная страна (фильм, 1957)
«Снежная страна» (яп. 雪国: юкигуни) — японский фильм-драма режиссёра Сиро Тоёды, вышедший на экраны в 1957 году. Экранизация одноимённого романа лауреата Нобелевской премии по литературе Ясунари Кавабаты.

## Сюжет
Действие происходит в 1930-е годы. Художник Симамура едет в «снежную страну», местность на севере Японии, чтобы увидеться с местной красавицей по имени Комако. По дороге, в поезде его попутчицей была ещё одна красавица, Ёко, которая выйдет на той же станции. Она сопровождала больного молодого мужчину. Этим мужчиной, как впоследствии узнает Симамура, является Юкио, сын учительницы танцев, с которым обручена Комако, женщина ради которой он сюда приехал. А Ёко является приёмной дочерью учительницы танцев.
Встреченная им в гостинице Комако упрекает его за долгое отсутствие, в один из вечеров они предаются воспоминаниям о тех днях, когда впервые познакомились в этой заснеженной стране. За время его отсутствия Комако обучилась ремеслу гейши и теперь работает, имея богатого, хотя и старого покровителя. Девушка признаётся Симамуре, что вынуждена была обручиться с Юкио, хотя никогда его не любила, но нужно было как то жить их бедной семье. А затем девушке пришлось стать гейшей, чтобы оплачивать лечение её больного наречённого. Комако также пришлось переселиться в дом к учительнице танцев, чтобы ухаживать за больным Юкио. Когда влюблённые расстаются, Симамура даёт обещание приехать в следующий раз на праздник Ториои.
Проходит время, наступает день праздника Ториои, Комако стоит на вокзале в ожидании своего возлюбленного, но он не приехал. Увидевшая её на вокзале Ёко упрекает Комако в том, что она не желает ухаживать за больным Юкио.
Когда позже Симамура всё же приезжает, он узнаёт, что Юкио уже умер, а после умерла и его мать. Комако и Ёко вынуждены жить вместе, хотя обе ненавидят друг друга. Ёко оказывается всегда была влюблена в Юкио и теперь регулярно наведывается на его могилу, которую никогда не навещает Комако. В возникшем в поселении пожаре пострадала Ёко, у неё обезображено лицо. У Симамуры с Комако всё очень не просто, они понимают, что никогда не смогут быть вместе. Симамура возвращается в Токио к своей семье.

## В ролях
- Кэйко Киси — Комако
- Рё Икэбэ — Симамура
- Каору Ятигуса — Ёко
- Акира Кубо — Сайтиро, младший брат Ёко
- Харуо Танака — портье в гостинице
- Акира Накамура — Юкио
- Тиэко Нанива — старшая горничная
- Дзюн Татара — Манкити
- Кумэко Урабэ — мать Комако
- Норико Сэнгоку — Анма
- Эйко Миёси — учительница
- Дайскэ Като — домовладелец
- Хисая Морисигэ — Имура
- Эйдзиро Тоно — клерк

## Премьеры
- Япония — национальная премьера фильма состоялась 27 апреля 1957 года[1].
- Франция — европейская премьера фильма состоялась в мае 1958 года в рамках конкурсного показа на Каннском кинофестивале[1].
- США — американская премьера прошла 15 мая 1966 года[1].

## Награды и номинации
Каннский кинофестиваль (1958)
- Номинация на главный приз «Золотую пальмовую ветвь».

Премия журнала «Кинэма Дзюмпо» (1958)
- Премия за лучший сценарий — Тосио Ясуми.